# Ngo-Ketunjia
Departament Ngo-Ketunjia – departament w Regionie Północno-Zachodnim w Kamerunie ze stolicą w Ndop. Na powierzchni 1 126 km² żyje około 174,1 tys. mieszkańców.